# Phomatospora minutissima
Phomatospora minutissima är en svampart som först beskrevs av P. Crouan & H. Crouan, och fick sitt nu gällande namn av N. Lundq. 1972. Enligt Catalogue of Life ingår Phomatospora minutissima i släktet Phomatospora, ordningen kolkärnsvampar, klassen Sordariomycetes, divisionen sporsäcksvampar och riket svampar, men enligt Dyntaxa är tillhörigheten istället släktet Phomatospora, klassen Sordariomycetes, divisionen sporsäcksvampar och riket svampar. Arten är reproducerande i Sverige. Inga underarter finns listade i Catalogue of Life.